# Caecilia orientalis
Caecilia orientalis é uma espécie de anfíbio gimnofiono. Está presente na Colômbia e Equador. Habita em sopés e floresta nublada, habitats secundários e pastagens. Os ovos são depositados em buracos no solo em zonas húmidas, ficando os adultos a protegê-los. As larvas mudam-se para a água para completarem o seu desenvolvimento.